# Timid Tabby
«Timid Tabby» (с англ. — «Трусливый кот», «Нервный кот», «Трусливый родственник», «Кот, который боялся мышей», «Трусливый кузен Тома») — сто шестой эпизод короткометражек из цикла «Том и Джерри», выпущенный 19 апреля 1957 года.

## Сюжет
Том гоняется за Джерри. Вдруг к коту в гости наведывается его кузен Джордж, заранее в письме осведомившись, нет ли в доме мышей, ведь у Джорджа — мусофобия. Проводя Джорджа в комнату, Том решает подшутить над кузеном, натравив на него игрушечную мышь. Джордж, как обычно, пугается. Джерри к этому времени вылезает из норки и начинает есть конфеты, и тут пути Джорджа и Джерри пересекаются. Джордж в панике бросается на стену, при этом пытается убежать, а Джерри его запугивает до полусмерти. Том приходит в комнату. Коты похожи как две капли воды, и Джерри, приняв Тома за Джорджа, пытается его напугать, но в ответ получает совком по голове. Том закупоривает нору телевизором, но Джерри выбирается и прячется в этот старый телевизор. Джордж, немного успокоившись, быстро включает телевизор. Переключая все пустые телеканалы, он видит на экране Джерри и опять убегает. Джерри бежит за ним, но опять натыкается на Тома и получает удар кулаком по голове. Том предлагает Джорджу план по избавлению от Джерри. Сначала они прячутся в туалете, где Джерри получает удар совком, а затем под старой шторкой коты «сливаются в одно тело» и предстают перед Джерри в виде двухголового и четырёхногого четырёхрукого кота-мутанта. Мышонок в ужасе убегает прочь из дома и попадает в психиатрическую больницу.